# Souidania
Souidania (anciennement Saint-Ferdinand pendant la période de colonisation française) est une commune de la wilaya d'Alger en Algérie, située dans la banlieue sud-ouest d'Alger.

## Géographie

### Situation
Souidania est située à environ 21 km au sud-ouest d'Alger.
| Staoueli                  | Staoueli, Ouled Fayet                | Ouled Fayet |
| Zéralda, Forêt de Zéralda | Souidania                            | Ouled Fayet |
| Mahelma, Forêt de Mahelma | Barrage de Douéra, Mahelma, Rahmania | Rahmania    |

### Localités de la commune
La commune est composée de deux agglomérations principales : le chef-lieu (Souidania) et Belota au nord de la rocade.
Lors du découpage administratif de 1984, la commune de Souidania est constituée à partir des localités suivantes : Souidania Centre, Das Roukhi, Das Bachir, Das Isikioune, Dine, Le Rocher et La Tour du Palmier.

### Transports
- La 2e Rocade sud d'Alger inaugurée en 2009 traverse la commune qu'elle dessert par un échangeur.
- Depuis 2015 la commune est desservie par les bus de l'ETUSA grâce à nouvelle ligne, la n°3 (Chevalley - Bouchaoui - Souidania)
- Des lignes de bus privés desservent la commune par la liaison Chéraga-Douéra.
- Des nouvelles lignes de bus privés sont créées tels que Souidania-Ouled Fayet-Ben Aknoun-Alger.

## Histoire
Le territoire sur lequel sera construit le village fait partie dès 1835 de la commune rurale de Mazafran. Le village colonial de Saint-Ferdinand est créé dès 1842, suivant le plan Guyot, à l’emplacement du Haouch Boukandoura. Il est rattaché à la commune de Douéra jusqu'à ce qu'il soit élevé au rang de commune de plein exercice en 1894.
En 1963, après l'indépendance algérienne, la commune est de nouveau rattachée à celle de Douéra. Le village qui fait toujours partie de Douéra est intégré en 1974 à la wilaya de Blida. En 1984, à la suite du découpage territorial, la commune de Souidania est créée, rattachée à wilaya de Tipaza. À la création du gouvernorat du Grand-Alger, la commune est détachée en 1997 de la wilaya de Tipaza, pour rejoindre à nouveau celle d'Alger.

## Démographie

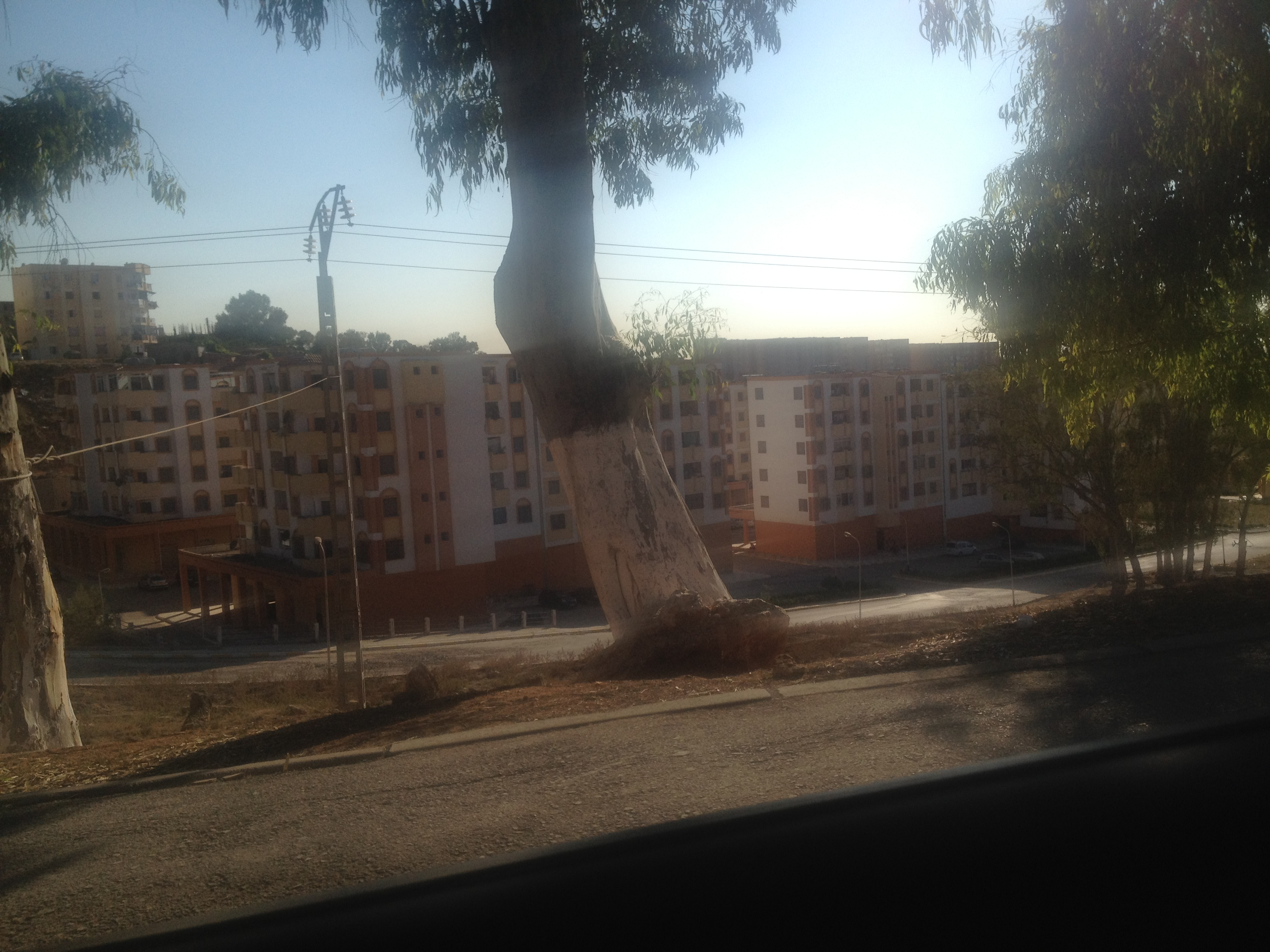
Cité AADL Souidania au centre-ville

| 1867 | 1884 | 1895 | 1902 | 1912 | 1923  | 1936  | 1954  | 1960  |
| ---- | ---- | ---- | ---- | ---- | ----- | ----- | ----- | ----- |
| 217  | 276  | 458  | 708  | 846  | 1 052 | 1 177 | 1 867 | 2 753 |

| 1966 | 1977 | 1987  | 1998   | 2008   | - | - | - | - |
| ---- | ---- | ----- | ------ | ------ | - | - | - | - |
| *    | *    | 7 674 | 11 620 | 17 105 | - | - | - | - |

## Enseignement

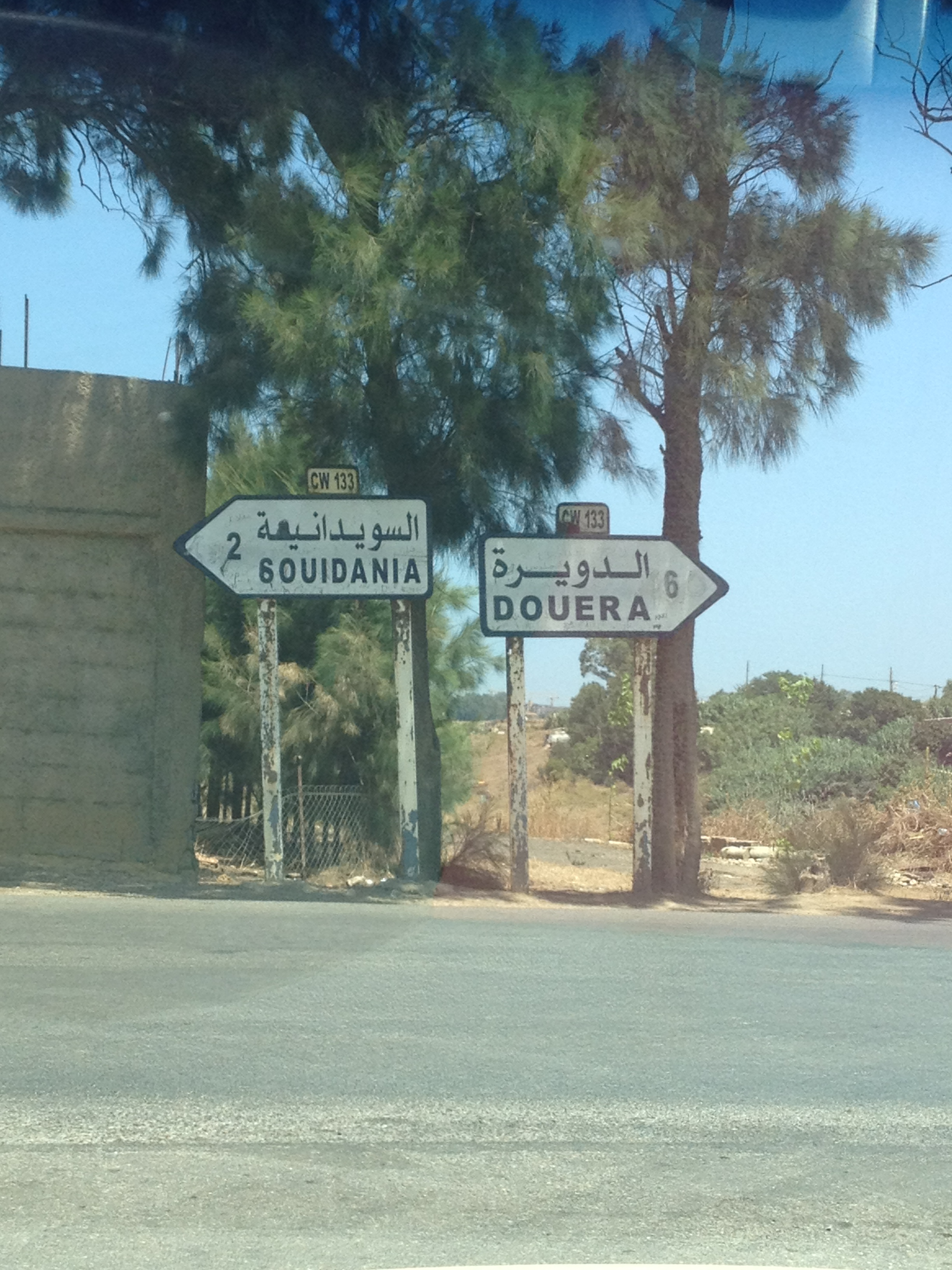
L'entrée de Souidania depuis Douera.

La commune accueille le Centre National d'Études et de Recherches Intégrées du Bâtiment (CNERIB).

## Sport
La commune possède une équipe de football créée en 1996 et dénommée le Nadi Riadhi Baladiat Souidania (NRBS). Récemment la commune s'est doutée d'une piscine semi-olympique,.
Le territoire de Souidania accueille le Centre National de Regroupement et Préparation des Talents de l'Élite Sportive (CRTES).